# Thomassique
Thomassique, in creolo haitiano Tomasik, è un comune di Haiti facente parte dell'arrondissement di Cerca-la-Source nel dipartimento del Centro.